# Бемерт, Карл Виктор
Карл Виктор Бемерт (нем. Karl Viktor Böhmert ; 1829—1918) — немецкий политэконом; статистик и публицист.

## Биография
Карл Виктор Бемерт родился 23 августа 1829 года в Квезице близ города Лейпцига, в семье пастора Карла Фридриха Бемерта (нем. Karl Friedrich Böhmert).
В университете Лейпцига изучал юриспруденцию и политическую экономию.
В 1857—1860 годах редактировал «Бременскую торговую газету».
В 1860—1866 был синдиком бременской торговой палаты.
С 1866 по 1875 год был профессором политической экономии в университете Цюриха (Швейцария), а затем приглашен на ту же кафедру в Дрезденский университет, где вместе с тем состоял директором Королевского Саксонского статистического бюро и редактором издаваемого при нём журнала.
С 1873 году Бемерт издает вместе с Гнейстом газету «Arbeiterfreund», а вместе с А. Штудницем с 1877 «Socialcorrespondenz» и «Volkswohl».
Он был также одним из основателей конгресса немецких политикоэкономов и в своих многочисленных сочинениях и статьях ратует за свободную торговлю и участие рабочих в барышах, за так назыв. industrial partnership. По его почину предпринято было международное исследование всех сделанных раньше попыток к приобщению рабочих к прибылям работодателей, результаты которого обнародованы им под заглавием «Die gewinnbetheiligung» (в 32 и 33 т. "Международной научной библиотеки", Лейпциг, 1878; русский перевод Я. Г. Розенберга, Киев, 1886).  На русском языке была также издана его брошюра «Университское образование женщины».
Карл Виктор Бемерт скончался 12 февраля 1918 года в городе Дрездене.